# وليم باسيت (ممثل)
وليم باسيت (بالإنجليزية: William Bassett)‏ مواليد 28 ديسمبر 1935، هو ممثل أمريكي ظهر في قرابة 100 فيلم.

## الأعمال
- الجحيم المرتفع
- لوبين الثالث: قلعة كاجليسترو
- فتى الكاراتيه
- أكيرا

## روابط خارجية
- وليم باسيت على موقع IMDb (الإنجليزية)
- وليم باسيت على موقع ألو سيني (الفرنسية)
- وليم باسيت على موقع أول موفي (الإنجليزية)
- وليم باسيت على موقع قاعدة بيانات الأفلام السويدية (السويدية)
- وليم باسيت على موقع قاعدة بيانات الفيلم (الإنجليزية)
- وليم باسيت على موقع كينوبويسك (الروسية)